# Coccineorchis cernua
Coccineorchis cernua là một loài thực vật có hoa trong họ Lan. Loài này được (Lindl.) Garay mô tả khoa học đầu tiên năm 1978.